# Gustav Wiedemann
Gustav Heinrich Wiedemann (2 d'octubre de 1826 – 24 de març de 1899) va ser un físic alemany.

## Biografia
Wiedemann nasqué a Berlín. Després d'estudiar a al Gymansium Cölnische Humanistische entrà a la Universitat de Berlín el 1844 on esw doctorà sota la supervisió de Heinrich Gustav Magnus. La seva tesi doctoral va ser sobre química orgànica
El 1854 va ser professor ode física a la Universitat de Basilea, després va anar a les universitats de Braunschweig i el 1866 a la Politècnica de Karlsruhe. El 1871 acceptà la càtedra de física-química de la Universitat de Leipzig. Amb Rudolph Franz, Wiedemann desenvolupà la Llei de Wiedemann–Franz sobre conductivitat. Morí a Leipzig el 24 de març de 1899.
August Hagenbach va ser un dels seus estudiants.

## Obra escrita
El 1877 va emprendre l'edició dels Annalen der Physik und Chemie succeint Johann Christian Poggendorff. També va publicar Die Lehre van der Elektricitat, o també titulat Lehre von Galvanismus und Elektromagnetismus el 1861.